# Lucre (distrito de Aymaraes)
O Distrito peruano de Lucre é um dos dezessete distritos que formam a Província de Aymaraes, situada no Apurímac, pertencente a Região Apurímac, Peru.

## Transporte
O distrito de Lucre é servido pela seguinte rodovia:
- AP-107, que liga a cidade de Jose Maria Arguedas ao distrito de Tintay[2][3][4]